# Дзяман Микола Іванович
Микола Іванович Дзяман — полковник Збройних сил України, учасник російсько-української війни, командир 138-ї зенітно ракетної бригади, що відзначився у ході російського вторгнення в Україну.

## Життєпис
Під час російського вторгнення в Україну служить командиром 138 ЗРБр.
23 лютого 2024 року підрозділ під керівництвом М. І. Дзямана знищив літак дальнього радіолокаційного виявлення та управління А-50 Повітряно-космічних сил Російської Федерації. Літак було знищено у повітряному просторі над Краснодарським краєм. Через збиття цього літака у червні 2024 слідчий комітет РФ оголосив у розшук Миколу Дзямана. Його звинуватили у скоєнні «терористичного акту, що спричинив заподіяння смерті людині».

## Нагороди
- «Орден Богдана Хмельницького» II ступеня (7 квітня 2024) — за особисту мужність, виявлену у захисті державного суверенітету та територіальної цілісності України, самовіддане виконання військового обов'язку[2];
- «орден Богдана Хмельницького» III ступеня (30 грудня 2022) — за особисту мужність і самовіддані дії, виявлені у захисті державного суверенітету та територіальної цілісності України, вірність військовій присязі[3];
- орден «За мужність» III ступеня (24 серпня 2023) — за особисту мужність, виявлену у захисті державного суверенітету та територіальної цілісності України, самовіддане виконання військового обов'язку[4];
- Орден Данила Галицького (8 серпня 2022) — за особисту мужність і самовіддані дії, виявлені у захисті державного суверенітету та територіальної цілісності України, вірність військовій присязі[5].